# San Agustín Acasaguastlán (kommunhuvudort)
San Agustín Acasaguastlán är en kommunhuvudort i Guatemala.   Den ligger i departementet Departamento de El Progreso, i den centrala delen av landet, 70 km nordost om huvudstaden Guatemala City. San Agustín Acasaguastlán ligger 327 meter över havet och antalet invånare är 10 335.
Terrängen runt San Agustín Acasaguastlán är kuperad åt sydost, men åt nordväst är den bergig. Runt San Agustín Acasaguastlán är det ganska tätbefolkat, med 96 invånare per kvadratkilometer. Närmaste större samhälle är Guastatoya, 15,3 km sydväst om San Agustín Acasaguastlán. I omgivningarna runt San Agustín Acasaguastlán växer huvudsakligen savannskog.